# Menyhért
A Menyhért a germán Meinhard névből származik, jelentése erő + erős, merész. A magyarban ezzel a névvel helyettesítették a háromkirályok egyikének a nevét, a Melchiort. Annyi bizonyos, hogy korábbi magyar alakja Menyhárt volt.[forrás?]

## Gyakorisága
Az 1990-es években igen ritka név, a 2000-es években nem szerepel a 100 leggyakoribb férfinév között.

## Névnapok
- január 6.[2]
- augusztus 14.[2]
- augusztus 22.[2]
- szeptember 7.[2]

## Híres Menyhértek
- Menyhért bölcs király,  a bibliai, pontosabban a keresztény hagyomány szerinti napkeleti bölcsek, illetve három királyok egyike
- Andreánszki Menyhért szerzetes
- Baczoni Menyhért lelkész
- Baumholtzer Menyhért pap
- Bán Bálint Menyhért színész
- Bocatius Menyhért író
- Chviskovitz Menyhért nevelő
- Cseh Menyhért pap, költő
- Csernus Menyhért minisztériumi tisztviselő, az 1848–49-es szabadságharc vértanúja
- Dobos Menyhért, a Duna TV vezérigazgatója 2011 szeptemberétől[5]
- Grodecz Menyhért, a kassai vértanúk egyike
- Horváth Menyhért szélhámos
- Hefele Menyhért építész, bronzöntő
- Lakatos Menyhért író
- Lengyel Menyhért író
- Lónyay Menyhért gróf, az MTA tagja
- Palágyi Menyhért természettudós, matematikus, filozófus, esztéta, tanár
- Szegvári Menyhért színész, rendező
- Tamás Menyhért író